# Čitluk
 Čitluk  (in der Antike lateinisch Aequum) ist eine Gemeinde im Süden von Bosnien und Herzegowina. Čitluk liegt in der Region Herzegowina, im westlichen Teil des Kantons Herzegowina-Neretva der Föderation Bosnien-Herzegowina. Zur Gemeinde gehört der Wallfahrtsort Međugorje. Außerdem ist Čitluk für seinen Weinanbau bekannt.

## Geographie
Die Gemeinde ist geographisch vor allem durch die parallel zum tief eingeschnittenen Neretva-Tal verlaufenden bewaldeten Berge sowie durch den Höhenzug Crnica im Süden gekennzeichnet. Die Gemeinde hat eine Gesamtfläche von ca. 181 Quadratkilometern.
Die Gemeinde Čitluk grenzt im Norden an die Gemeinde Široki Brijeg, im Nordosten an die Gemeinde Mostar sowie im Süden und Südosten an Čapljina sowie im Südwesten an Ljubuški.

## Bevölkerung
Bevölkerung in der Gemeinde Čitluk nach Nationalitäten (1991):
- Gesamt 1991: 14.710
- Kroaten: 14.543 (98,87 %)
- Bosniaken: 110 (0,75 %)
- Serben: 19 (0,13 %)
- Andere: 38 (0,26 %)

Die Bevölkerung von Čitluk ist zu 99 % Römisch-Katholisch.

## Ortschaften
1. Bijakovići
2. Biletići
3. Biletići Polje
4. Blizanci
5. Blatnica (Gornja i Donja)
6. Dobro Selo
7. Čalići
8. Čerin
9. Čitluk (Stadt)
10. Dragićina
11. Gornji Veliki Ograđenik
12. Gornji Mali Ograđenik
13. Donji Veliki Ograđenik
14. Donji Mali Ograđenik
15. Gradnići
16. Hamzići
17. Krehin Gradac
18. Krućevići
19. Međugorje
20. Mostarsko Cerno
21. Paoča
22. Služanj
23. Tepčići
24. Vionica

## Geschichte
- Um die Mitte des 1. Jahrhunderts wurden Veteranen der Legio VII Claudia und der Legio XI Claudia in Aequum (Čitluk) angesiedelt.[1]
- Ankunft der Slawen im Jahr 626 in den römischen Provinzen Dalmatien und Pannonien.
- Ab dem 7. Jahrhundert unter Herrschaft lokaler kroatischer Fürsten.
- Ab 925 – 1102 im Königreich Kroatien.
- Ab 1918 gehörte Čitluk zum Königreich der Serben, Kroaten und Slowenen. 1929 wurde dessen Name in Königreich Jugoslawien geändert.
- 1939–1941 zur Banovina Hrvatska gehörig.
- 1941–1945 beim Unabhängiger Staat Kroatien.
- 1945–1992 in der Teilrepublik Bosnien und Herzegowina der (Sozialistischen) Föderativen Republik Jugoslawien (SFRJ).
- 1995 Friedensschluss von Dayton. Čitluk wurde ein Teil der Föderation Bosnien-Herzegowina.

## Verkehr
Durch die Hauptverkehrsstraßen Mostar–Ljubuški und Široki Brijeg–Čapljina ist die Gemeinde verkehrsmäßig gut angebunden. Die Eisenbahnlinie Ploče–Mostar verläuft entlang des Neretvatales an der Südostgrenze der Gemeinde mit einer Eisenbahnstation in Biletići Polje.

## Sport
- Fußball: NK Brotnjo Čitluk
- Basketball: KK Brotnjo Čitluk

## In der Stadt geboren
- Valentin Ćorić (* 1956), Militär und Politiker
- Mate Bulić (* 1957 in Donja Blatnica), Sänger
- Marin Čilić (* 1988), Tennisspieler
- Zoran Planinić (* 1982), Basketballer
- Ivan Dodig (* 1985), Tennisspieler
- Ivica Zubac (* 1997), Basketballer